# 圣于连德拉
圣于连德拉（法語：Saint-Julien-de-Raz）是法国伊泽尔省的一个市镇，属于格勒诺布尔区和瓦龙县（Voiron）。该市镇总面积10.81平方公里，2009年时的人口为431人。

## 人口
圣于连德拉人口变化图示